# 拉科勒

摩纳哥行政区划图，拉科勒编号07

拉科勒（法語：La Colle，法語發音：[la kɔl]）是摩纳哥西北的一个区，也可算作莫內蓋蒂的一部分。也是摩纳哥10个现代区之一.

## 人口
该区人口全国第二少 (摩纳哥城最少)，面积也是倒数第三。拉科勒 人口2,829 ，面积0.11 km². (Census 2008).

## 位置
拉科勒位于国家的西北，位于丰维埃耶北部。 拉科勒被认为是莫內蓋蒂的一部分，尽管它是独立的行政区。该区紧邻法国博索莱伊, 还有摩纳哥行政区莱雷瓦尔、丰维埃耶 和莫內蓋蒂.

## 旅游
拉科勒是工业区，不过由于摩纳哥旅游发达，也有小酒店位于本区。

## 特色
拉科勒 是仅次于丰维埃耶的工业区。举例说，文图瑞汽车和子公司Voxan在这里就有工厂。 该区的位置决定了运输很方便，而且由于位于市中心外，工业活动不会影响摩纳哥的旅游也业.
尽管如此，拉科勒靠近Les Révoires的部分还是有不少住宅。 当然，由于拉科勒位于城市外围，住宅少了很多。 和丰维埃耶或拉孔达米讷相比，可售住宅少了13%-18%.

## 照片
(从摩纳哥城望向拉科勒, 拍摄于1995年)